# 宜野灣市
宜野灣市（日语：／ Ginowan shi */?，琉球語：／ ）屬於沖繩島中部地區，那霸市東北方約10公里處，面向西側海岸，市區中央為美國海軍陸戰隊普天間基地。西海岸地區以「沖繩會議中心」為核心，成為旅遊、商業中心。

## 人口
| 宜野灣市人口分布圖 |                                                 |  |
| 宜野灣市與日本全國年齡別人口分布比較圖 （2005年資料） | 宜野灣市的年齡、男女別人口分布圖 （2005年資料） |  |
| ■紫色是宜野灣市 ■綠色是全国 | ■藍色是男性 ■紅色是女性                         |  |
| 宜野灣市人口變化 \| 1970年 \| 39,390人 \| \| \| 1975年 \| 53,835人 \| \| \| 1980年 \| 62,549人 \| \| \| 1985年 \| 69,206人 \| \| \| 1990年 \| 75,905人 \| \| \| 1995年 \| 82,862人 \| \| \| 2000年 \| 86,744人 \| \| \| 2005年 \| 89,769人 \| \| \| 2010年 \| 91,928人 \| \| \| 2015年 \| 96,423人 \| \| \| 2020年 \| 100,125人 \| \| |                                                 |  |
| 資料來源：日本總務省統計中心提供之人口普查數據 |                                                 |  |
| 1970年 | 39,390人                                        |  |
| 1975年 | 53,835人                                        |  |
| 1980年 | 62,549人                                        |  |
| 1985年 | 69,206人                                        |  |
| 1990年 | 75,905人                                        |  |
| 1995年 | 82,862人                                        |  |
| 2000年 | 86,744人                                        |  |
| 2005年 | 89,769人                                        |  |
| 2010年 | 91,928人                                        |  |
| 2015年 | 96,423人                                        |  |
| 2020年 | 100,125人                                       |  |

## 歷史
- 13世紀：琉球王國察度王朝時代，此地稱為「根之島」，為中山王國的政治、經濟、文化中心。
- 16世紀：浦添間切北部的10個村落、中城間切的野嵩村和普天間村、北谷間切的安仁屋村合併新成立為宜野灣間切。
- 1908年：實施島嶼郡町制，宜野灣間切改設為宜野灣村。
- 1922年：沖繩縣營鐵道嘉手納線開通，途中經過宜野灣村。
- 1945年：沖繩島戰役中，宜野灣村嘉數高地成為日軍和美軍激戰戰場。
- 1960年：美軍直升機墜毀於宜野灣村。
- 1962年7月1日：宜野灣村改制為宜野灣市。
- 1980年：美軍軍機墜毀於普天間基地內。
- 1987年：沖繩會議中心完成。
- 2004年8月14日：美軍直升機墜毀於宜野灣市内的沖繩國際大學並起火燃燒。

## 交通

### 道路
| 高速道路 - 沖繩自動車道 一般國道 - 國道58號 - 國道330號 主要地方道 - 沖繩縣道81號宜野灣北中城線 - 沖繩縣道29號那霸北中城線 | 一般縣道 - 沖繩縣道32號線 - 沖繩縣道34號宜野灣西原線 - 沖繩縣道35號線 - 沖繩縣道241號宜野灣南風原線 - 沖繩縣道251號那霸宜野灣線 |

### 鐵路
- 二次大戰前原本有沖繩縣營鐵道嘉手納線，但已於二次大戰期間遭到破壞，當時在浦添市內設有「大山站」、「真志喜停車場」、「大謝名站」。

### 港口
- 宜野灣港
- 宜野灣漁港

## 觀光景點
- 普天滿宮（宜野灣市內唯一的神社，為琉球八社之一）
- 普天間山神宮寺（宜野灣市內唯一的寺院，正式普天間神宮寺，東寺派真言宗門）
- 喜友名的石獅子群
- 森之川
- 小祿墓
- 赤道鬥牛場

## 教育

### 大學
- 私立沖繩國際大學（页面存档备份，存于）

### 高等學校
| - 沖繩縣立普天間高等學校（页面存档备份，存于） - 沖繩縣立宜野灣高等學校（页面存档备份，存于） | - 沖繩縣立中部商業高等學校（页面存档备份，存于） - 私立沖繩天主教中学高等學校（页面存档备份，存于） |

### 中學校
| - 宜野灣市立嘉敷中學校 - 宜野灣市立宜野灣中學校 - 宜野灣市立真志喜中學校 | - 宜野灣市立普天間中學校 - 私立沖繩天主教中学高等學校（页面存档备份，存于） |

### 小學校
| - 宜野灣市立嘉敷小學校 - 宜野灣市立宜野灣小學校 - 宜野灣市立志真志小學校 - 宜野灣市立大山小學校 - 宜野灣市立大謝名小學校 | - 宜野灣市立普天間小學校 - 宜野灣市立普天間第二小學校 - 宜野灣市立長田小學校 - 私立沖繩天主教小學校（页面存档备份，存于） |

## 媒體

### 社區電台
- FM宜野灣（日语：FMぎのわん）（79.7 MHz）
- 宜野灣市FM（日语：ぎのわんシティFM）

## 姊妹市

### 日本
- 東鄉町（宮崎縣東臼杵郡）:平成18年（2006年）2月25日併入日向市。

### 海外
- 廈門市（中華人民共和國 福建省）

## 圖片

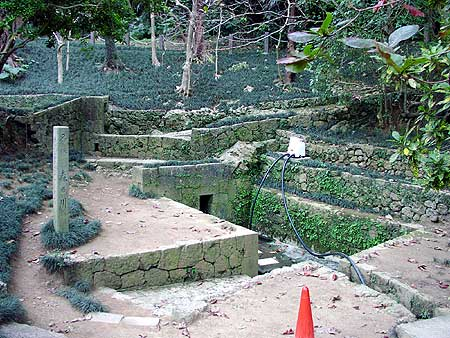
森之川
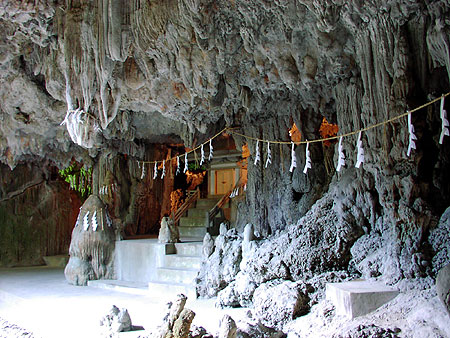
普天滿宮洞穴
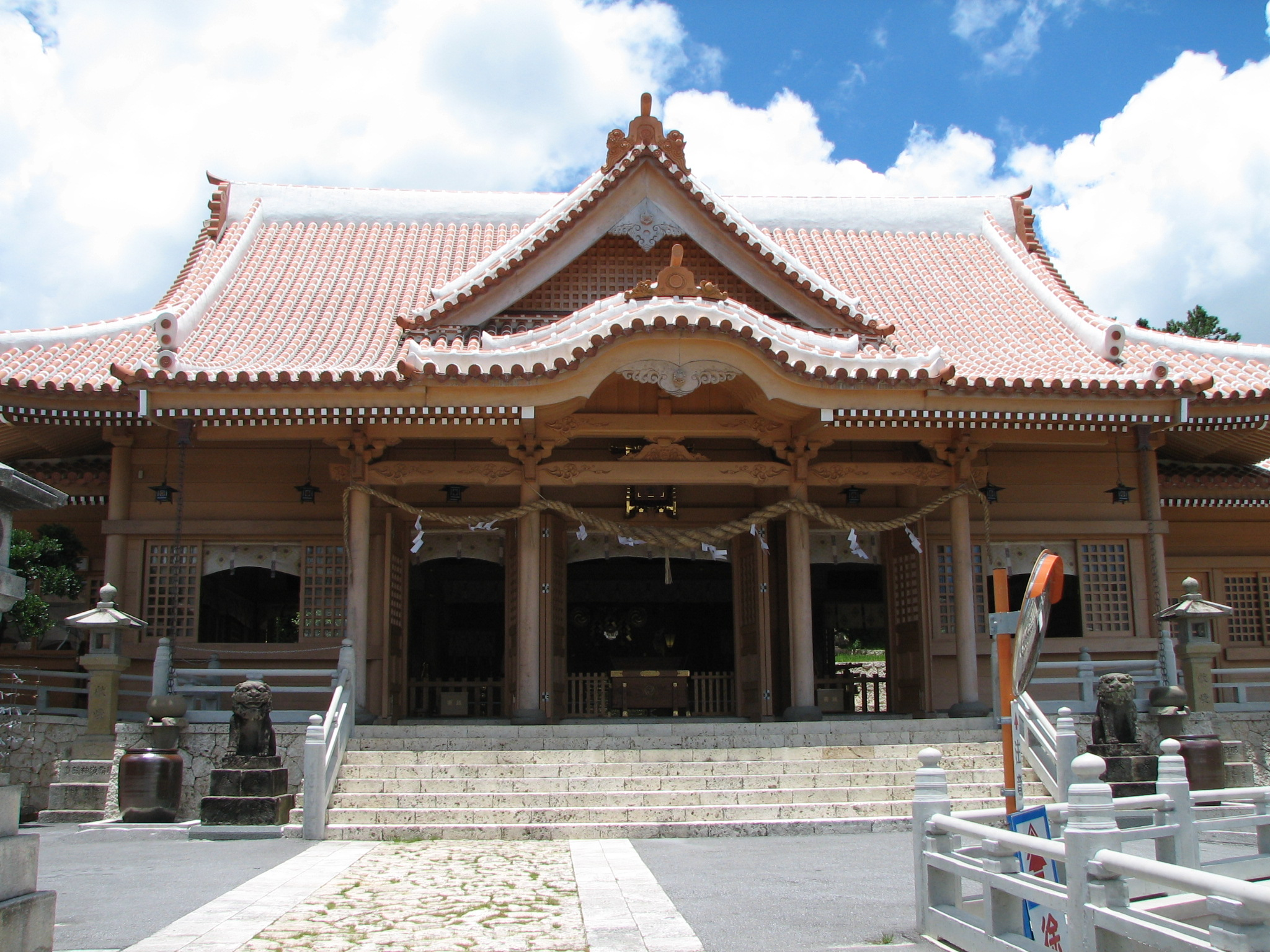
普天滿宮
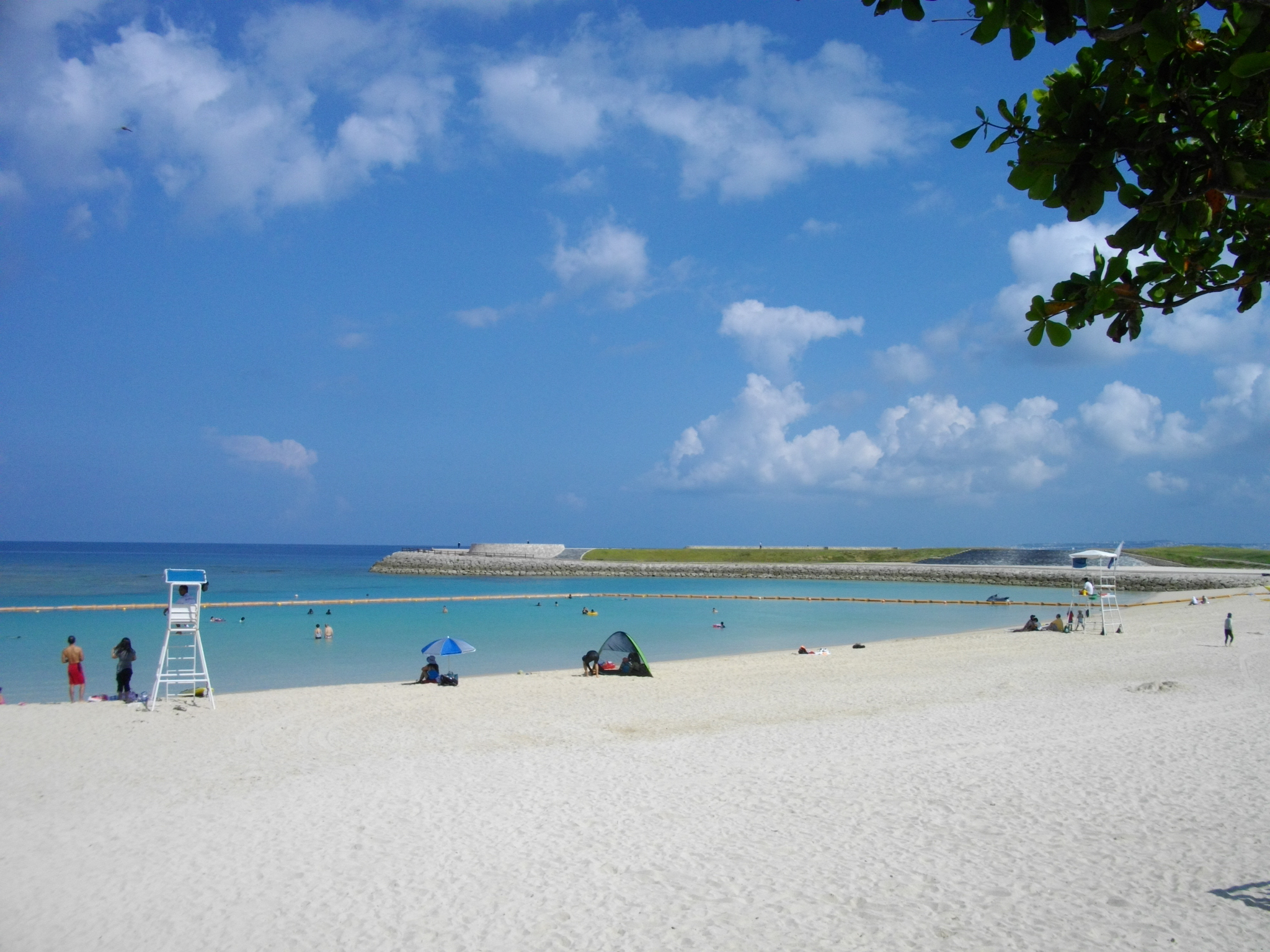
熱帶海灘
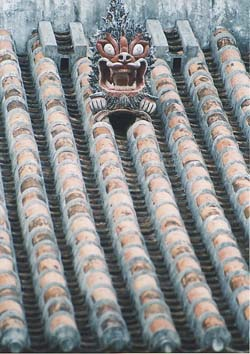
風獅爺

## 外部連結
- OpenStreetMap上有關宜野灣市的地理
- （日語） 官方网站
- （日語）維客旅行上的宜野灣市（页面存档备份，存于）